# Stjepan Cek

Stjepan Cek (slo. Štefan Cek, Hrušica, Slovenija, 30. siječnja 1913. -  Izola, Slovenija, 22. siječnja 1985.) - slovenski rimokatolički svećenik, djelovao je u Hrvatskoj u Istri 28 godina.
Rođen je u obitelji gostioničara i posjednika Štefana i domaćice Ane Cek, rođene Nedoh. Gimnaziju je završio u malom sjemeništu u Novoj Gorici u Sloveniji. U istom mjestu završio je i teologiju. Zaređen je za svećenika 23. ožujka 1937. godine.
Nakon ređenja bio je župnik u Istri u Hrvatskoj, gdje je ostao 28 godina. Djelovao je u: Kašćergi, Brestu i Slumu, Dolenjoj Vasi, Lanišću, Karojbi, Pićnu, Lindaru, Novigradu i Lovrečici. Tijekom Drugog svjetskog rata bio je u Dolenjoj Vasi (Lupoglav), a 1946. postao je župnik u Lanišću. Tu je sretno preživio "krvavu krizmu" 24. kolovoza 1947. kad su komunistički pristalice ubili svećenika Miroslava Bulešića i teško pretukli biskupovog izaslanika Jakoba Ukmara.  Mještani Lanišća su složno čuvali crkvu i svećenike u Lanišću od napada komunističkih pristalica, sve dok nije došla policija; potom su se razišli kući držeći da neće biti daljnjih nereda. Kada je župnik Stjepan Cek otvorio vrata župnog dvora zapovjedniku policije, upali su pred očima policajaca napadači u župni dvor, pretukli na smrt mons. Ukmara (tek je liječnik - mrtvozornik prepoznao da svećenik još diše), te brutalno pretukli i naposljetku nožem zaklali (ubodom u grlo) Miroslava Bulešića. Stjepan Cek je uspio preživjeti, jer se sakrio ispod stepenica. 
Za laniške nerede, jugoslavenske su vlasti optužile Stjepana Ceka i osuđen je nevin na montiranom procesu u Pazinu u listopadu iste godine. Od 1947. bio je zatvoren u Staroj Gradiški šest godina.  
Godine 1965. vratio se u Sloveniju, bio je 12 godina župnik u Šmarju kod Kopra, a potom do smrti u Dekanima. Preminuo je u bolnici u Izoli. 
Već kao teologa fašistička policija opisala ga je kao čovjeka “izraženih slavenskih osjećaja i protivnika našeg režima”. Cek je bio dubok, obrazovan, odlučan i neposredan svećenik, zahtjevan prema sebi i drugima. Svoju je službu posvuda vršio marljivo, nesebično i temeljito. U raznim oblicima služio je ljudima posvuda, bez obzira na jezik, nacionalnost, kulturu, obrazovanje i vjeru.
U izdanju Glasa koncila i Matice Hrvatske – ogranak u Lanišću izašla je knjiga „Stjepan Cek: Uspomene na svećeničke godine u Istri, 1937. – 1965.“, a predstavljena je javnosti u sklopu proslave „Dani mučeništva Miroslava Bulešića“ u Lanišću.